# پاچی پانچکس
پاچی پانپکس یک سرده از برکه ماهی های ساده لبان و بومی آب های شیرین در ماداگاسکار و یک گونه با نام علمی (P. playfairii) که بومی کشور سیشل در آفریقاست میباشند.

## گونه ها
گونه های شناخته شده در این جنس تا به امروز عبارتند از: 
- پانچکس آرنولتی Loiselle ، 2006
- پانچکس آبی پودری ( AHA Duméril ، 1861)
- پانچکس پاتریسیا Loiselle، 2006
- پانچکس طلایی ( گونتر ، 1866)
- پانچکس ساکارامی ( هالی ، 1928)
- پانچکس اسپارکز Loiselle، 2006
- پانچکس واراترازا Loiselle، 2006

چندین گونه دیگر نیز شناخته شده اند، اما هنوز به طور رسمی توصیف نشده اند. تعیین گونه جدید لزوماً به نام رسمی گونه منتقل نمی شود و یکی از گونه های جدید ذکر شده در زیر (Talio یا Tsiribihina) احتمالاً اکنون به نام P. patriciae شناخته می شود.